# Hybrizon juncoi
Hybrizon juncoi là một loài tò vò trong họ Ichneumonidae.